# Европейское сообщество по атомной энергии
Европейское сообщество по атомной энергии (сокр. Евратом) — международная организация членов Европейского союза.
Европейское сообщество по атомной энергии было создано в связи с подписанием Римских соглашений в 1957 году.
Успехи ЕОУС и провал планов создания Европейского оборонного сообщества закрепили приоритеты западноевропейской интеграции: от отдельных отраслей к комплексу финансово-экономической сферы, от экономики к политике.
На конференции в Мессине в 1955 году министры иностранных дел шести стран-членов ЕОУС выдвинули новую инициативу, «создания единой Европы», они выразили стремление распространить принципы ЕОУС на другие отрасли экономики.
В 1956 г. комитет под председательством министра иностранных дел Бельгии П.-А. Спаака представил доклад, который стал основой для последующих переговоров представителей «шестёрки».
Эти переговоры завершились подписанием 25 марта 1957 года Римских договоров, учреждавших Европейское сообщество по атомной энергии (Евратом) и Европейское экономическое сообщество (ЕЭС), которое в публицистике стали называть «общий рынок».
Договоры о ЕЭС и Евратоме вступили в силу с 1 января 1958 года.
Первоначально его членами были Франция, Италия, Нидерланды, Бельгия, Люксембург и ФРГ. По мере расширения Европейского экономического сообщества, а затем и Европейского союза все новые государства-члены присоединялись также и к Евратому. В настоящий момент в Евратоме состоят все 27 государств — членов Евросоюза.
Евратом призван был содействовать:
1. развитию мирного использования ядерной энергетики государствами-членами,
2. формированию общей энергетической политики,
3. координации принятия решений,
4. снижению цен на энергоносители,
5. повышению стабильности энергетики,
6. обеспечения контроля за атомной энергетикой.

В соответствии с договором, неофициально называемым Договор слияния, подписанным в Брюсселе 8 апреля 1965 года и вступившим в силу 1 июля 1967 года, Комиссия ЕЭС и Совет ЕЭС заменяли Комиссию и Совет Евратома, а также Высший руководящий орган и Совет министров Европейского объединения угля и стали. Таким образом, институты трех европейских сообществ (ЕОУС, ЕЭС и Евратома) слились воедино: одна Комиссия, один Совет министров и Европейский парламент. Этот договор рассматривается некоторыми как реальное начало существования современного Европейского союза.
В 2022 году, после вторжения России на Украину, Европейская комиссия остановила участие всех российских общественных организаций в программах Евроатома.